# Mensur Kurtiši
Mensur Kurtiši (* 25. März 1986 in Hotlane bei Kumanovo, SFR Jugoslawien) ist ein nordmazedonisch-österreichischer Fußballspieler.

## Karriere
Der Stürmer kam im Alter von 13 Jahren nach Österreich und begann unmittelbar nach seiner Ankunft seine fußballerische Laufbahn beim Nachwuchs des SK Rapid Wien. Dort konnte er sich schnell in Szene setzen, weshalb er mit 17 Jahren in den Kader der Rapid Amateure aufgenommen wurde. In der Wiener Stadtliga (vierte Leistungsstufe) konnte er seine Gefährlichkeit eindrucksvoll unter Beweis stellen und wurde 2004/05 zum Stürmer der Saison gewählt. In der Profimannschaft Rapids wurde Kurtiši lediglich in Testspielen eingesetzt. Nachdem Kurtiši in der Saison in 23 Spielen ebenso oft erfolgreich war, unterschrieb er im Sommer 2006 beim SC-ESV Parndorf 1919 seinen ersten Profivertrag für die Erste Liga. Auch dort konnte er seine Torjägerqualitäten mit 24 Treffern in 47 Spielen unter Beweis stellen. Im Frühjahr 2008 wurde Kurtišis Einbürgerungsantrag positiv abgeschlossen, womit er neben der mazedonischen auch die österreichische Staatsbürgerschaft erhielt.
Nach dem Abstieg der Parndorfer in die Regionalliga Ost stand im Sommer 2008 ein Wechsel zum bulgarischen Spitzenklub ZSKA Sofia an. Wegen der unklaren Vertragssituation kehrte der vom ehemaligen österreichischen Bundesligaprofi Max Hagmayr beratene Kurtiši wieder nach Österreich zurück und wurde am 22. September 2008 vom SC Magna Wiener Neustadt verpflichtet. Im Sommer lief sein Vertrag bei den Wiener Neustädtern aus und wurde nicht mehr verlängert.
Im Sommer 2010 wurde der Mazedonier von Al-Taawon (Saudi-Arabien) verpflichtet. Obwohl er dort bei 13 Einsätzen 4 Tore erzielen konnte, wurde sein Vertrag im Jänner 2011 nicht verlängert, woraufhin er in die Vereinigten Arabischen Emirate zu Al-Shaab CSC wechselte. Hier kam er in zwölf Meisterschaftsspielen zum Einsatz, erzielte sieben Treffer und machte drei Torvorlagen.
Am 11. Februar 2014 unterschrieb er wieder bei seinem ehemaligen Verein KF Shkëndija, wurde jedoch nach neuen Toren auch 13 Ligaeinsätzen im Juli 2014 wieder aus seinem Vertrag entlassen und wechselte daraufhin nach Australien zu Brisbane Roar, bei denen er Besart Berisha ersetzen sollte. Nach nur einem Treffer in neun Einsätzen in der Saison 2014/15 wurde er noch Mitte Jänner 2015 aus seinem Vertrag entlassen und blieb über einen Monat vereinslos, ehe er Ende Februar 2015 mit dem italienischen Zweitligisten Varese Calcio SSD einen neuen Arbeitgeber fand. Beim Klub, der bereits von finanziellen wie auch sportlichen Problemen gezeichnet war, konnte er sich als Mittelstürmer nicht durchsetzten, wurde in lediglich drei Ligaspielen als Ersatzmann eingesetzt und musste mit der Mannschaft aufgrund der ausstehenden Lizenz in die italienische Fünftklassigkeit absteigen, wo der seit 1910 bestehende Verein neugegründet wurde.
Der mazedonisch-österreichische Doppelstaatsbürger saß auch noch in drei weiteren Zweitligapartien uneingesetzt auf der Ersatzbank und wechselte in der Sommerpause zu Italiens Drittligisten SS Matera Calcio, einem Klub, der in seiner Geschichte ebenfalls bereits mehrfach neugegründet wurde und für seine finanziellen Probleme bekannt ist. Dort kam Kurtiši bis zum Jahresende als Ersatzspieler zu fünf Einsätzen in der Lega Pro 2015/16 und saß weitere fünf Mal uneingesetzt auf der Ersatzbank. Bei einem 1:1-Remis gegen Foggia Calcio gelang ihm am 3. Oktober 2015 auch sein erster Treffer für den Klub, mit dem er auch an der ersten Runde der Coppa  Lega Pro der Saison 2015/16 teilnahm und dort gegen die US Lecce ausschied. In der Winterpause 2015/16 schloss er sich dem First Vienna FC mit Spielbetrieb in der drittklassigen österreichischen Regionalliga Ost an und kam bis zum Ende der Spielzeit auf sechs Treffer in 14 Ligapartien. Mit 18 Toren in 26 von 30 möglich gewesenen Meisterschaftsspielen führte er die mannschaftsinterne Torschützenliste an und hatte am Ende nur einen Treffer weniger als der Torschützenkönig dieser Saison, David Witteveen vom SC Ritzing. Obwohl die Vienna in dieser Saison überlegen Meister der Regionalliga Ost geworden war, konnte die Mannschaft nicht in den Profifußball aufsteigen. Eine Insolvenz verhinderte das Weiterkommen und hätte zudem zu einem Zwangsabstieg des Traditionsklubs geführt. Gemäß dem ÖFB-Reglement wäre die Vienna als Absteiger festgestanden, wobei sich die Anzahl der sportlichen Absteiger verringert hätte. Da die Vienna jedoch im Mai 2017 den Verband erfolgreich klagte, wurde der Abstieg vorerst gerichtlich aufgehoben. Nachdem diese Entscheidung Anfang Juli 2017 aufgehoben und die Vienna nun doch zu einem Absteiger geworden war, wurde auch diese Entscheidung aufgehoben und der Klub durfte für die nachfolgende Saison doch in Österreichs Drittklassigkeit verweilen.
Danach startete er mit der Vienna in die Spielzeit 2017/18. Nachdem der OGH das Urteil bestätigt hatte, musste der Klub nach dem 18. Spieltag die Liga verlassen und in die fünftklassige 2. Landesliga zwangsabsteigen. Alle bisher absolvierten Spiele in der Saison 2017/18 wurden annulliert und die Mannschaft musste die restliche Spielzeit in der Fünftklassigkeit absolvieren. In dieser wurde Kurtiši in elf Meisterschaftsspielen eingesetzt, wobei er 17 Tore beisteuerte und damit den vierten Platz in der Torschützenliste belegte. Mannschaftsintern hatte er es hinter seinen Landsmann Andrej Todoroski auf den zweiten Platz gebracht. In der darauffolgenden Saison konnte er sich mit der Mannschaft den ersten Tabellenplatz und somit den Aufstieg in die Wiener Stadtliga sichern. Mit dem 1. Simmeringer SC war nur ein einziger ebenbürtiger Konkurrent in der Liga vertreten; dieser beendete die Saison mit acht Punkten Rückstand auf die Vienna auf Rang 2. Der Drittplatzierte, der SC Red Star Penzing, hatte bereits 28 Punkte Rückstand auf den Meister. Kurtiši wurde nur in 18 der 30 Ligaspiele eingesetzt, kam dabei allerdings auf 35 Tore, womit er überlegen zum Torschützenkönig der Liga wurde. Nach dem Aufstieg in die Viertklassigkeit agierte der gebürtige Mazedonier ebenfalls sehr torgefährlich und brachte es in der aufgrund der COVID-19-Pandemie vorzeitig abgebrochenen Liga auf 14 Tore bei elf Meisterschaftseinsätzen. Damit hatte er zum Zeitpunkt des Abbruchs des Spielbetriebs den zweiten Platz in der Torschützenliste der Liga belegt; nur Kiril Ognjanow vom ASK Elektra hatte mit 20 Toren mehr Treffer als Kurtiši erzielt. Nachdem der Spielbetrieb in der Saison 2020/21 wieder kurzzeitig aufgenommen worden war, kam der torgefährliche Angriffsspieler bis zum neuerlichen Abbruch des Spielbetriebes in acht Meisterschaftsspielen zum Einsatz und steuerte dabei sechs Treffer bei.
Nach fünf Jahren bei der Vienna wechselte Kurtiši in die 2. Landesliga Ost zum 1. FC Bisamberg, bei dem er es in seiner ersten Saison bei 15 Meisterschaftseinsätzen auf acht -treffer brachte. 2022/23 kam er in 16 Ligaspielen zehnmal zum Torerfolg und verließ den Verein in weiterer Folge um sich dem ASV Hohenau mit Spielbetrieb in der sechstklassigen Gebietsliga Nord/Nordwest anzuschließen.

## Erfolge

### Vereinserfolge
mit dem First Vienna FC
- Meister der Regionalliga Ost: 2016/17
- Meister der 2. Landesliga: 2018/19

### Individuelle Erfolge
- Wahl zum Stürmer der Saison 2004/05 (als Spieler des SK Rapid Wien II)
- Wahl zum zweitbesten Spieler der Saison 2004/05 in der Wiener Stadtliga (als Spieler des SK Rapid Wien II)
- Torschützenkönig der 2. Landesliga: 2018/19 (35 Tore; als Spieler des First Vienna FC)